# Diospyros balfouriana
Diospyros balfouriana là một loài thực vật có hoa trong họ Thị. Loài này được Diels mô tả khoa học đầu tiên năm 1912.